# ロバート・L・メイ
ロバート・ルイス・メイ（Robert Lewis May、1905年7月27日 - 1976年8月10日）は、『ルドルフ 赤鼻のトナカイ』の創作者。

## 生涯と業績
メイは、ニューヨーク州ニューロシェルで、裕福で世俗的なユダヤ人家庭に育った。メイには男きょうだいひとりと、女きょうだいふたりがいた。そのひとりであるイヴリン・メイ (Evelyn May) は、著書『ヤバい経済学 (Freakonomics) で知られる有名な経済学者スティーヴン・レヴィットの祖母にあたる。もうひとりの女きょうだいマーガレット (Margaret) は、1947年にソングライターのジョニー・マークスと結婚した。メイは、1926年に、優秀な成績で Phi Beta Kappa Society 入会資格を得て、ダートマス大学を卒業した。
メイの両親は、1929年の世界恐慌で大きな打撃を受け、財産を失った。1930年代のいずれかの時点で、メイはシカゴへ移り住み、低賃金の広告コピーライターとしてモンゴメリー・ワードの社員となった。1939年はじめ、モンゴメリー・ワードの上司が、買い物客のために「陽気な (cheery)」クリスマスの本を書くようメイに依頼し、その本の主人公を動物にすることを提案した。当時モンゴメリー・ワードは、毎年塗り絵の絵本を仕入れて、クリスマス時期の買い物客のために無料で配っていたが、自前で本を作れば節約もでき、また会社の善意を表す行いにもなるだろうと判断されたのであった。
メイがこの仕事に取りかかった1939年はじめ、メイの妻で、やはりユダヤ人であったエヴリン (Evelyn) は、1937年に見つかった癌の病状が深刻になっていた。メイは、「自分の、痛ましいまでに引っ込み思案だった少年期の記憶を踏まえて、ルドルフの話を創造した」という。メイは鹿 (deer) を主人公に据えて話を書こうと考えたが、これは当時4歳だった娘のバーバラ (Barbara) がシカゴ動物園の鹿が大好きだったからであった。メイは、ルドルフの話を少しずつバーバラに読み聞かせ、その言葉が子どもたちを間違いなく喜ばせることを確認していった。完成したルドルフの詩の最終版は、バーバラと、妻の両親に、最初に読み聞かされた。
イヴリン・メイは、1939年7月に死去した。彼女はイリノイ州クック郡リバーグローブのセント・ジョセフ墓地 に埋葬された。メイの妻の死去を受け、上司は絵本づくりの仕事を他の者にさせようかとメイに言ったが、メイはそれを断り、1939年8月に詩を完成させた。ルドルフの詩を載せた小冊子が最初に配布されたのは、その年のクリスマス休暇の時期であった。買い物客たちはこの詩を気に入り、配布された部数は240万部に達した。戦時下における用紙統制のために、その後は小冊子の作成ができなかったが、1946年には再発行され、360万部がモンゴメリー・ワードの買い物客に配布された
1946年、メイは、ある会社から、この詩を朗読したレコードを出したいというオファーを受けた。しかし、この詩の権利はモンゴメリー・ワードが保有していたため、メイは詩の使用に承認を与えることも、その対価を受け取ることもできなかった。1946年末から1947年はじめのいずれかの時点で、モンゴメリー・ワードの社長は、この詩の権利をメイに無償かつ全面的に与えた。詩のレコードは大きな売上をあげた。
1947年、ニューヨークの小さな出版社 Maxton Publishers の社長ハリー・エルバウム (Harry Elbaum) は、ルドルフの詩を載せた本を出版してみることにした。他の出版社は、何百万部も無料で配られている内容を出版しても売れる見込みはないと思っていた。しかし、この本はベストセラーとなった。
1948年、メイの義理の兄弟にあたるジョニー・マークスが、ルドルフの詩に基づいて作詞作曲した歌を書いた。この歌は、ビング・クロスビーやダイナ・ショアに提示されたが取り上げられず、「歌うカウボーイ (the singing cowboy)」として知られていたジーン・オートリーが吹き込んだ。この曲「赤鼻のトナカイ (Rudolph, the Red-Nosed Reindeer)」は、1949年にリリースされて大ヒット曲となり、クリスマスソングの中でも、「ホワイト・クリスマス」に次いでレコード売上の多い曲となった。
1941年、メイは会社の同僚のひとりであったヴァージニア (Virginia) と再婚し、彼女との間に5人の子どもをもうけた。彼女は熱心なカトリックであり、メイは結婚後にカトリックに改宗した。
メイは、『ルドルフ 赤鼻のトナカイ』の続編を2作書いた。そのひとつは、大部分が散文体で、ルドルフのせりふだけが弱弱強四歩格の韻文である1947年に書かれた作品であったが、没後の1992年にようやく『Rudolph's Second Christmas』と題されて出版され、その後2006年に『Rudolph to the Rescue』と改題されて再度出版された。もうひとつの続編は、オリジナルの詩と同じく、全編が弱弱強四歩格の韻文で書かれた1954年の『Rudolph Shines Again』であった。このほかにもメイは、『Benny the Bunny Liked Beans』（1940年）、『Winking Willie』（1948年）、『The Fighting Tenderfoot』（1954年）、『Sam the Scared-est Scarecrow』（1972年）と、4作の児童書を出版している。
メイは、1975年12月22日付の『ゲティスバーグ・タイムズ』紙に寄稿した「Robert May Tells how Rudolf, The Red Nosed Reindeer Came into Being」と題した記事の中で、『ルドルフ 赤鼻のトナカイ』を書いた経緯について述べている。
メイはイリノイ州クック郡リバーグローブのセント・ジョセフ墓地 に埋葬された。